# Gawdos (gmina)
Gawdos (gr. Δήμος Γαύδου, Dimos Gawdu) – gmina w Grecji, w administracji zdecentralizowanej Kreta, w regionie Kreta, w jednostce regionalnej Chania. Siedzibą gminy jest Kastri. W 2011 roku liczyła 152 mieszkańców. W skład gminy wchodzi między innymi wyspa Gawdos.